# Васил Петев
Васил Петров Петев е български офицер, генерал-майор.

## Биография
Роден е на 20 февруари 1869 г. в Силистра. През 1885 г. завършва Военното училище в София. Започва да служи в първи пехотен софийски полк. От 1896 г. е във военната свита на княз Фердинанд. Бил е военен възпитател на бъдещия цар Борис III. Два пъти е началник на военното училище – от 21 март до 4 юни 1903 и от 9 януари 1904 до 14 март 1905 г. Известно време е командир на първа бригада от трета пехотна балканска дивизия. На 15 декември 1913 г. излиза в запас.
През Първата световна война като запасен полковник е началник-щаб на Македонската военноинспекционна област.
Дъщеря на Васил Петев е Евдокия Петева-Филова – известен български учен, етнограф – изкуствовед.

## Военни звания
- Подпоручик (30 август 1885)
- Поручик (1887)
- Капитан (1890)
- Майор (1895)
- Подполковник (14 февруари 1900)
- Полковник (14 февруари 1904)